# 明如拉葛根庙
明如拉葛根庙，位于内蒙古自治区锡林郭勒盟正蓝旗，是一座藏传佛教格鲁派寺院。

## 简介
根据2010年左右的调查，正蓝旗原有召庙35处，现有召庙3处，分别为明如拉葛根庙、玛拉日图庙、扎格斯台庙。明如拉葛根庙始建年份不详，大殿平面呈长方形，无都纲法式，无耳房。